# Campeonato Europeu Júnior de Natação de 1994
O Campeonato Europeu Júnior de Natação de 1994 foi a 21ª edição do evento organizado pela Liga Europeia de Natação (LEN). A competição foi realizada entre os dias 4 e 7 de agosto de 1994 em Pardubice na Chéquia. Foi realizado um total de 42 provas com destaque para a Rússia com 12 medalhas de ouro.

## Participantes
- Natação: Feminino de 14 a 15 anos (1980 e 1979) e masculino de 16 a 17 anos (1978 e 1977).
- Saltos Ornamentais: Grupo A é composto por saltadores de 16, 17 e 18 anos (1978, 1977 e 1976), tanto masculino quanto feminino. Grupo B é composto por saltadores de 14 a 15 anos (1980 e 1979), tanto masculino quanto feminino.

## Medalhistas

### Natação
Os resultados foram os seguintes. 
Masculino
| Evento          | Ouro                                      | Ouro     | Prata                          | Prata    | Bronze                          | Bronze   |
| 100 m Livre     | Países Baixos · Pieter van den Hoogenband | 50.85    | Rússia · Maksim Koršunov       | 52.02    | Alemanha · Mitja Zastrow        | 52.13    |
| 200 m Livre     | Países Baixos · Pieter van den Hoogenband | 1:52.47  | Itália · Massimiliano Rosolino | 1:53.00  | Alemanha · Stefan Pohl          | 1:53.45  |
| 400 m Livre     | Países Baixos · Pieter van den Hoogenband | 3:56.45  | Itália · Emiliano Brembilla    | 3:56.46  | Alemanha · Sten Pohl            | 3:59.56  |
| 1500 m Livre    | Itália · Emiliano Brembilla               | 15:30.68 | Alemanha · Sven Rehse          | 15:38.62 | Ucrânia · Ihor Snitko           | 15:50.18 |
| 100 m Costas    | Polónia · Bartosz Kizierowski             | 57.79    | Alemanha · Stev Theloke        | 57.84    | Rússia · Maksim Koršunov        | 58.03    |
| 200 m Costas    | França · Sébastien Joncourt               | 2:07.15  | França · Gregory Aime          | 2:08.13  | Chéquia · Jirí Vondrák          | 2:08.96  |
| 100 m Peito     | Rússia · Roman Ivanovskij                 | 1:03.63  | França · Stéphan Perrot        | 1:03.82  | Rússia · Dmitrij Petrušin       | 1:04.32  |
| 200 m Peito     | França · Stéphan Perrot                   | 2:16.17  | Itália · Massimo Parati        | 2:18.98  | Alemanha · Ben Haddenbrock      | 2:21.00  |
| 100 m Borboleta | Rússia · Aleksej Kolesnikov               | 55.92    | Alemanha · Sven Rehse          | 56.49    | Bielorrússia · Maksim Zhuraviev | 56.69    |
| 200 m Borboleta | Reino Unido · Stephen Parry               | 2:02.51  | Alemanha · Sven Rehse          | 2:02.71  | Alemanha · Stefan Lurz          | 2:05.30  |
| 200 m Medley    | Rússia · Aleksandr Golubev                | 2:05.82  | Alemanha · Sven Theloke        | 2:06.96  | Rússia · Roman Ivanovskij       | 2:07.09  |
| 400 m Medley    | Hungria · Gergo Kiss                      | 4:28.21  | Rússia · Aleksandr Golubev     | 4:29.81  | Alemanha · Sven Rehse           | 4:30.49  |
| 4x100 m Livre   | Rússia                                    | 3:28.41  | Suécia                         | 3:29.03  | Alemanha                        | 3:29.74  |
| 4x200 m Livre   | Itália                                    | 7:37.40  | Rússia                         | 7:38.41  | Suécia                          | 7:39.30  |
| 4x100 m Medley  | Rússia                                    | 3:49.26  | França                         | 3:52.25  | Espanha                         | 3:54.58  |

Feminino
| Evento          | Ouro                         | Ouro    | Prata                        | Prata   | Bronze                         | Bronze  |
| 100 m Livre     | Roménia · Lorena Diaconescu  | 56.70   | Roménia · Carmen Herea       | 56.97   | Alemanha · Meike Freitag       | 57.73   |
| 200 m Livre     | Alemanha · Julia Jung        | 2:03.30 | Roménia · Ioana Diaconescu   | 2:03.71 | Roménia · Carmen Herea         | 2:03.92 |
| 400 m Livre     | Alemanha · Julia Jung        | 4:15.72 | Chéquia · Kristyna Kynerová  | 4:18.86 | Alemanha · Andrea Muller       | 4:22.22 |
| 800 m Livre     | Alemanha · Julia Jung        | 8:45.70 | Hungria · Judit Kiss         | 8:50.22 | Chéquia · Kristyna Kynerová    | 8:54.48 |
| 100 m Costas    | Polónia · Dagmara Komorowicz | 1:04.12 | Rússia · Kristina Goremykina | 1:04.46 | Roménia · Catalina Casaru      | 1:05.59 |
| 200 m Costas    | Rússia · Kristina Goremykina | 2:16.46 | Itália · Ilaria Colaiacomo   | 2:17.88 | Chéquia · Katerina Pivonkova   | 2:18.95 |
| 100 m Peito     | Rússia · Olga Landik         | 1:11.44 | Rússia · Olga Prokhorova     | 1:11.53 | Suécia · Emma Igelström        | 1:11.98 |
| 200 m Peito     | Rússia · Olga Landik         | 2:33.69 | Alemanha · Kathrin Dumitru   | 2:35.02 | Polónia · Beáta Kaminská       | 2:35.55 |
| 100 m Borboleta | Polónia · Dagmara Komorowicz | 1:03.25 | Dinamarca · Ditte Jensen     | 1:03.49 | França · Diane Bui Buyet       | 1:03.72 |
| 200 m Borboleta | Alemanha · Julia Jung        | 2:17.40 | Croácia · Tinka Dancevic     | 2:18.30 | Roménia · Loredana Zisu        | 2:18.42 |
| 200 m Medley    | Roménia · Catalina Casaru    | 2:0.81  | Itália · Chiara Negrini      | 2:21.97 | Eslováquia · Daniela Hornaková | 2:22.31 |
| 400 m Medley    | Alemanha · Julia Jung        | 4:54.12 | Chéquia · Pavla Chrástová    | 4:56.88 | Roménia · Catalina Casaru      | 5:00.26 |
| 4x100 m Livre   | Roménia                      | 3:52.74 | Reino Unido                  | 3:55.26 | Rússia                         | 3:56.05 |
| 4x200 m Livre   | Alemanha                     | 8:27.80 | Roménia                      | 8:31.45 | Bielorrússia                   | 8:33.18 |
| 4x100 m Medley  | Rússia                       | 4:19.59 | Alemanha                     | 4:20.22 | Roménia                        | 4:22.39 |

### Saltos ornamentais

#### Grupo A
Masculino
| Evento                     | Ouro                       | Ouro   | Prata                        | Prata  | Bronze                     | Bronze |
| Trampolim 1 m individual   | Alemanha · Stefan Ahrens   | 530.20 | Ucrânia · Yaroslav Makogin   | 489.85 | Itália · Francesco Priori  | 480.10 |
| Trampolim 3 m individual   | Ucrânia · Yaroslav Makogin | 575.15 | Ucrânia · Aleksandr Skripnik | 560.35 | Alemanha · Stefan Ulrich   | 537.35 |
| Plataforma 10 m individual | Alemanha · Heiko Meyer     | 542.10 | Rússia · Vassili Lissovsky   | 527.75 | Ucrânia · Yaroslav Makogin | 527.50 |

Feminino
| Evento                     | Ouro                     | Ouro   | Prata                   | Prata  | Bronze              | Bronze |
| Trampolim 1 m individual   | Ucrânia · Hanna Sorokina | 410.95 | Áustria · Anja Richter  | 384.55 | Rússia · Kurdiumova | 377.25 |
| Trampolim 3 m individual   | Ucrânia · Hanna Sorokina | 466.25 | Alemanha · Sandra Kloss | 456.65 | Alemanha · Weber    | 454.65 |
| Plataforma 10 m individual | Alemanha · Annett Gamm   | 378.15 | Áustria · Anja Richter  | 366.65 | Roménia · Coman     | 358.50 |

#### Grupo B
Masculino
| Evento                     | Ouro                          | Ouro   | Prata                        | Prata  | Bronze                       | Bronze |
| Trampolim 1 m individual   | Alemanha · Philipp Riemann    | 343.40 | Alemanha · Richard Wegner    | 319.50 | Rússia · Aljaksandr Varlamaŭ | 317.30 |
| Trampolim 3 m individual   | Rússia · Igor' Lukašin        | 376.90 | Rússia · Aljaksandr Varlamaŭ | 373.30 | Alemanha · Philipp Riemann   | 359.15 |
| Plataforma 10 m individual | Reino Unido · James Mountford | 297.10 | Ucrânia · Oleh Yanchenko     | 291.80 | Polónia · Kozak              | 268.90 |

Feminino
| Evento                     | Ouro                     | Ouro   | Prata                       | Prata  | Bronze                     | Bronze |
| Trampolim 1 m individual   | Alemanha · Ditte Kotzian | 325.15 | Alemanha · Claudia Eißrich  | 320.65 | Rússia · Korotkova         | 303.15 |
| Trampolim 3 m individual   | Rússia · Dobrynina       | 352.00 | Alemanha · Ditte Kotzian    | 350.35 | Ucrânia · Svitlana Serbina | 347.55 |
| Plataforma 10 m individual | Rússia · Dobrynina       | 278.25 | Rússia · Olga Khristoforova | 369.15 | Alemanha · Claudia Eißrich | 265.75 |

## Quadro de medalhas
| Ordem | País          | Medalha de ouro | Medalha de prata | Medalha de bronze | Total |
| ----- | ------------- | --------------- | ---------------- | ----------------- | ----- |
| 1     | Rússia        | 12              | 8                | 8                 | 28    |
| 2     | Alemanha      | 11              | 11               | 13                | 35    |
| 3     | Roménia       | 3               | 3                | 5                 | 11    |
| 4     | Ucrânia       | 3               | 3                | 3                 | 9     |
| 5     | Polónia       | 3               | 0                | 2                 | 5     |
| 6     | Países Baixos | 3               | 0                | 0                 | 3     |
| 7     | Itália        | 2               | 5                | 1                 | 8     |
| 8     | França        | 2               | 3                | 1                 | 6     |
| 9     | Reino Unido   | 2               | 1                | 0                 | 3     |
| 10    | Hungria       | 1               | 1                | 0                 | 2     |
| 11    | Chéquia       | 0               | 2                | 3                 | 5     |
| 12    | Áustria       | 0               | 2                | 0                 | 2     |
| 13    | Suécia        | 0               | 1                | 2                 | 3     |
| 14    | Croácia       | 0               | 1                | 0                 | 1     |
| 14    | Dinamarca     | 0               | 1                | 0                 | 1     |
| 15    | Bielorrússia  | 0               | 0                | 2                 | 2     |
| 16    | Espanha       | 0               | 0                | 1                 | 1     |
| 16    | Eslováquia    | 0               | 0                | 1                 | 1     |
| Total | Total         | 42              | 42               | 412               | 126   |